# 3878 Jyoumon
3878 Jyoumon eller 1982 VR4 är en asteroid i huvudbältet som upptäcktes den 14 november 1982 av de båda japanska astronomerna Hiroki Kōsai och Kiichirō Furukawa vid Kiso-observatoriet i Japan. Den har fått sitt namn efter den japanska Jōmon kulturen.
Asteroiden har en diameter på ungefär 13 kilometer och den tillhör asteroidgruppen Themis.